# Роклендская ветка
Роклендская ветка (англ. Rockland Branch) — железнодорожная линия, расположенная в штате Мэн США, проходящая по побережью залива Мэн, соединяющая города Брансуик (входит в агломерацию Портленда) и Рокленд.
Строительство ветки было начато в 1849 году железнодорожной компанией Knox and Lincoln Railroad. Строительство полотна по скалистым мысам атлантического побережья оказалось более дорогим, чем планировалось, и ветка была пущена в эксплуатацию только в 1871 году, причем участок между городами Бат и Вулидж через реку Кенебек (Kennebec River) пересекался на паромах.
В 1891 году компания Knox and Lincoln Railroad сдала ветку в аренду железнодорожной компании Maine Central Railroad, которая в 1912 году открыла летние пассажирские перевозки на ветке.
В 1927 году через реку Кенебек был построен железнодорожно-автомобильный мост Carlton bridge.
С развитием автомобилестроения летние пассажирские перевозки туристов по ветке оказались невостребованными, и в 1959 году были прекращены.
В 1987 году администрация штата Мэн выкупила ветку, чтобы предотвратить её закрытие.
С 1990 по 2000 год оператором ветки была компания Maine Coast Railroad, назвавшая ветку Мэнское Побережье (Maine Coast)
В 2003 году контракт на управление веткой выиграла компания Morristown & Erie Railway, которая создала дочернюю компанию Мэнская Восточная железная дорога — оператора ветки, которая и обеспечивает перевозки по ветке в настоящее время.

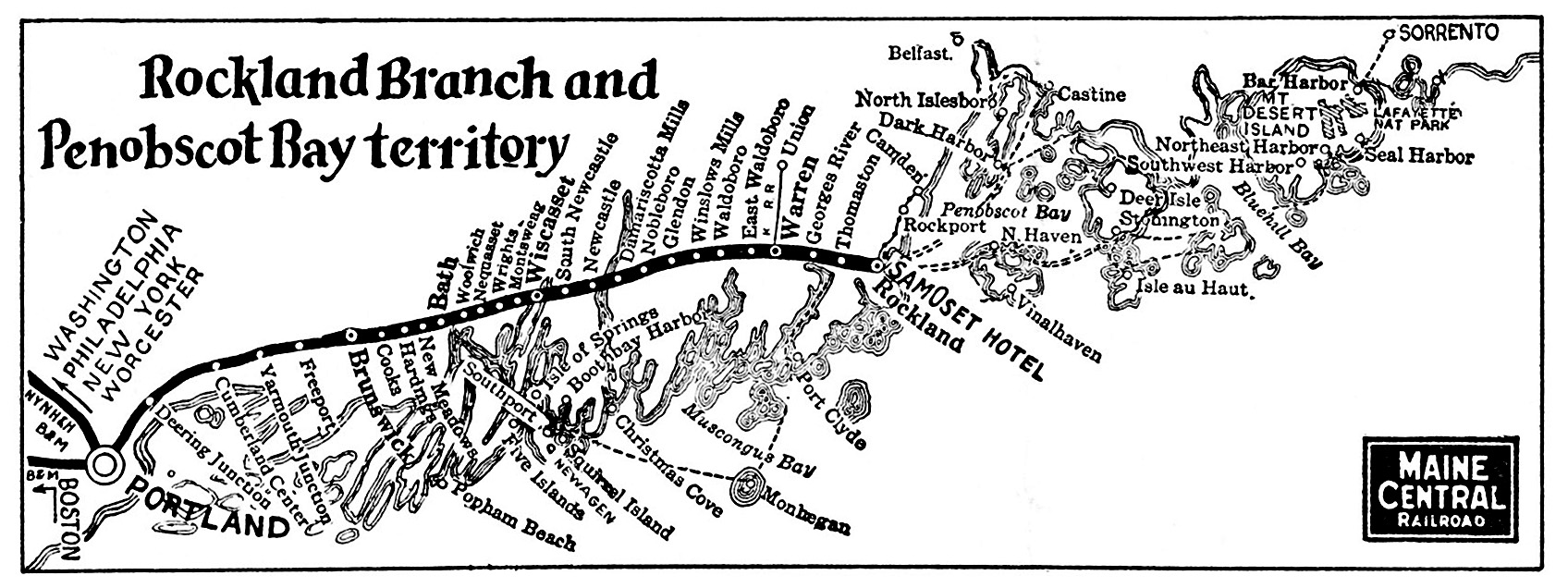
Карта Роклендской железнодорожной ветки, 1920 год

## Маршрут, станции
- Миля 0: Брансуик

- Миля 8.7: Бат — ответвление на ветку ведущую на верфь Bath Iron Works

- Миля 9.5: Вулвич (Woolwich)

- Миля 20: Вискассет (Wiscasset) — переход на узкоколейную железную дорогу Wiscasset, Waterville and Farmington Railway действовавшую с 1895 по 1933 год (в настоящее время историческая железная дорога, действует только 3.2 км дороги).

- Миля 27.1: Ньюкасл (Newcastle)

- Миля 28.9: Damariscotta Mills

- Миля 31.7: Ноблеборо (Nobleboro)

- Миля 38.5: Валдоборо (Waldoboro)

- Миля 45.3: Варрен (Warren)

- Миля 52.4: Томастон (Thomaston)

- Миля 56.6: Рокленд